# Sara Baume
Sara Baume (Lancashire, 1984) è una scrittrice irlandese.

## Biografia
Nata nel Lancashire nel 1984 e cresciuta nella Contea di Cork, ha studiato belle arti al Dún Laoghaire Institute of Art, Design and Technology prima di conseguire un Master of Philosophy in scrittura creativa al Trinity College di Dublino.
Dopo aver lavorato in una galleria d'arte, ha iniziato a scrivere articoli sull'arte prima di esordire nella narrativa nel 2015 con il romanzo Fiore, frutto, foglia, fango, storia del viaggio di un solitario 57enne assieme al suo unico amico, il cane One Eye.
L'opera ottiene un buon successo di critica e vince il Premio Rooney per la letteratura irlandese, un Irish Book Award e il Geoffrey Faber Memorial Prize.

## Opere

### Romanzi
- Fiore, frutto, foglia, fango (Spill Simmer Falter Wither, 2015), Milano, NNE, 2018 traduzione di Ada Arduini ISBN 978-88-99253-82-0.
- A Line Made by Walking (2017)
- L'occhio della montagna (Seven Steeples), Milano, NNE, 2022 traduzione di Ada Arduini ISBN 9791280284679.

### Saggi
- handiwork (2020)

## Premi e riconoscimenti
- Premio Rooney per la letteratura irlandese: 2015
- Irish Book Awards: 2015 vincitrice nella categoria "Miglior esordio" con Fiore, frutto, foglia, fango
- Geoffrey Faber Memorial Prize: 2015 vincitrice con Fiore, frutto, foglia, fango